# Daniel de la Vega
Daniel de la Vega Uribe (Quilpué, 30 de junio de 1892-Santiago de Chile, 29 de julio de 
1971) fue un poeta, novelista, cuentista, dramaturgo y periodista chileno. Su obra lo hizo merecedor de importantes galardones, entre ellos el Premio Nacional de Literatura en 1953 y el Premio Nacional de Periodismo (categoría Redacción) en 1962.

## Biografía

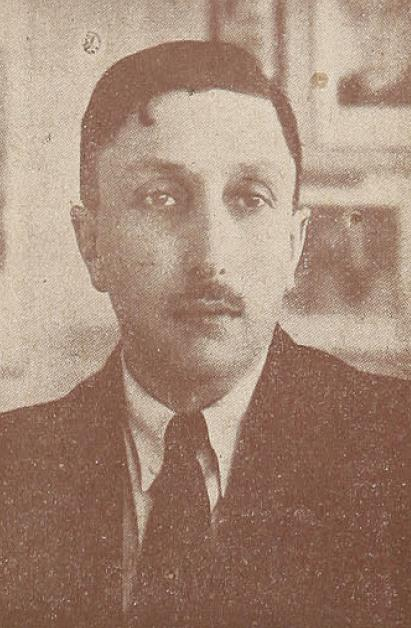
Daniel de la Vega.

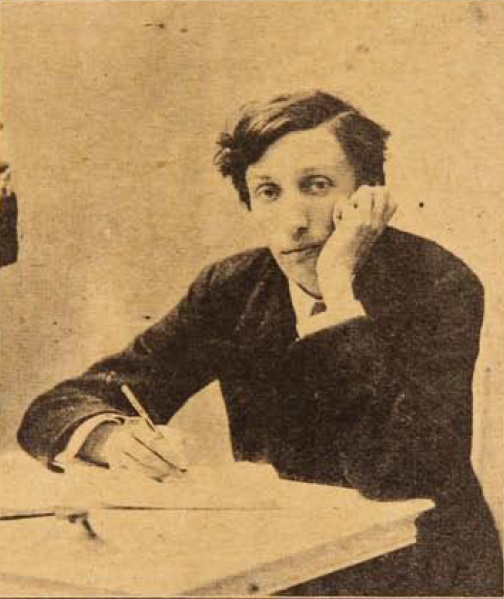
Daniel de la Vega en 1917.

Daniel de la Vega fue hijo de Daniel de la Vega y Agustina Uribe. Realizó sus estudios en el Instituto Alemán de Valparaíso. En 1910 se trasladó a Santiago, donde vivió noches de bohemia, enamorado de la poesía y el teatro.
En 1912 se inició en el periodismo como redactor y fundador de la revista Pluma y Lápiz y de los diarios La Mañana, El Mercurio y Las Últimas Noticias. En este período trabó amistad con Fernando Santiván, Eduardo Barrios, Ángel Cruchaga Santa María y Juan Guzmán Cruchaga, destacados escritores y amigos que lo acompañaron toda la vida.
Entre 1920 y 1923, trabajó en la Biblioteca Nacional. Posteriormente, en 1953, fue designado agregado cultural de la Embajada de Chile en España.
Su producción literaria se inició en 1911 con la publicación de su primer poemario, Al calor del terruño. Sus versos reflejan el espíritu romántico del poeta a través de una lírica sencilla y emotiva. El tema principal de esta obra es la evocación de la infancia y el entorno provinciano que lo rodeó. En 1918, una encuesta realizada por la Revista Zig-Zag lo distinguió como el poeta más leído del año. El premio consistió en la publicación de su libro Los momentos. En 1916, sus poemas fueron incluidos en la antología Selva Lírica, lo que significó una nueva proyección en su labor poética. Simultáneamente escribió piezas dramáticas y comedias que tuvieron gran éxito de público.
A pesar de que Daniel de la Vega cultivó otros géneros literarios, sin duda su contribución más importante la realizó en el periodismo. Luz de candilejas y Fechas apuntadas en la pared son notables recopilaciones de crónicas memorialistas que registran agudas observaciones de la vida diaria: apuntes sobre actores, autores, escenarios y entretelones. En este género, su obra principal es Confesiones imperdonables, antología selecta de sus crónicas en cuatro tomos.
Su labor fue reconocida en diversas ocasiones y a través de distintos premios. En 1941 obtuvo el Premio Atenea de la Universidad de Concepción; en 1953 el Premio Nacional de Literatura, en enero de 1962 el Premio Nacional de Labor Teatral otorgado por la Universidad de Chile, y a fines de ese mismo año el Premio Nacional de Periodismo, mención Redacción.
De su abundante obra, destacan La música que pasa (1915), Las instantáneas (1927), Luz de candilejas (1930), Fechas apuntadas en la pared (1932), Andanzas de un cronista de teatro (1927) y Confesiones imperdonables (1962-1967).
Después de una extensa trayectoria en las letras nacionales, Daniel de la Vega murió en Santiago, el 29 de julio de 1971.

## Obras
- Al calor del truño, poesía, 1911.
- El bordado inconcluso, teatro, 1913.
- Cielito, teatro, 1915.
- Los momentos, poesía, 1918.
- El  calor  de  terruño, 1918.
- Las montañas ardientes, poesía, 1919.
- Las instantáneas, crónicas, 1927.
- Fanfarria, revista, 1928.
- Luz de candilejas: el teatro y sus miserias, 1930.
- Caín, Abel y uña mujer, novela, 1933.
- Romancero, poesía, 1934.
- La muchedumbre ahora es triste, cuentos, 1935.
- Marta Leroux y otras amigas, cuentos, 1935.
- La Quintrala, poemas dramáticos, 1936.
- El amor eterno dura tres meses, cuentos, 1938.
- Reino de angustias, poesía, 1939.
- La sonrisa con lágrimas, cuentos, 1941.
- Mansión desvanecida, poesía, 1942.
- La comarca nocturna, cuentos, 1943.
- Silva de plata vieja, cuadros históricos, 1950.
- Cantares de piedra, antología, 1950.
- La pobre talega,de estrellas, poesía, 1951.
- Confesiones imperdonables, crónicas, primera serie, 1963.
- Confesiones imperdonables, crónicas, segunda serie, 1964.
- Confesiones imperdonables, crónicas, tercera serie, 1965.
- Confesiones imperdonables, crónicas, cuarta serie, 1967.
- La despedida, prosa miscelánea, 1982.